# Bob & Carol & Ted & Alice
Bob & Carol & Ted & Alice es una película estadounidense de comedia de 1969 dirigida por Paul Mazursky y protagonizada por Natalie Wood, Robert Culp, Elliott Gould y Dyan Cannon.

## Argumento
Las parejas de Bob y Carol Sanders y Ted y Alice Henderson son mejores amigos. Luego de concurrir a una sesión de fin de semana de autoayuda y autodescubrimiento, Bob y Carol se sienten iluminados y quieren que sus amigos, Ted y Alice, se sientan de la misma manera. Quieren justamente que "sientan", en lugar de que "piensen". 
Los cuatro examinan sus sentimientos, sus pensamientos y sus relaciones individuales. El tema del sexo surge cuando Bob le admite a Carol que tuvo un affaire. Los cuatro comienzan a traspasar las fronteras sexuales en sus relaciones y resulta evidente la tensión sexual presente en el cuarteto de personajes.

## Reparto
- Natalie Wood como Carol Sanders.
- Robert Culp como Bob Sanders.
- Elliott Gould como Ted Henderson.
- Dyan Cannon como Alice Henderson.
- Horst Ebersberg como Horst.
- Lee Bergere como Emilio.
- Donald F. Muhich como Psychiatrist.
- Noble Lee Holderread Jr. como Sean Sanders
- K.T. Stevens como Phyllis.
- Celeste Yarnall como Susan.
- Lynn Borden como Cutter.
- Linda Burton como Stewardess.
- Greg Mullavy como Group Leader.
- Andre Philippe como Oscar.
- Diane Berghoff como Myrna.

## Candidaturas

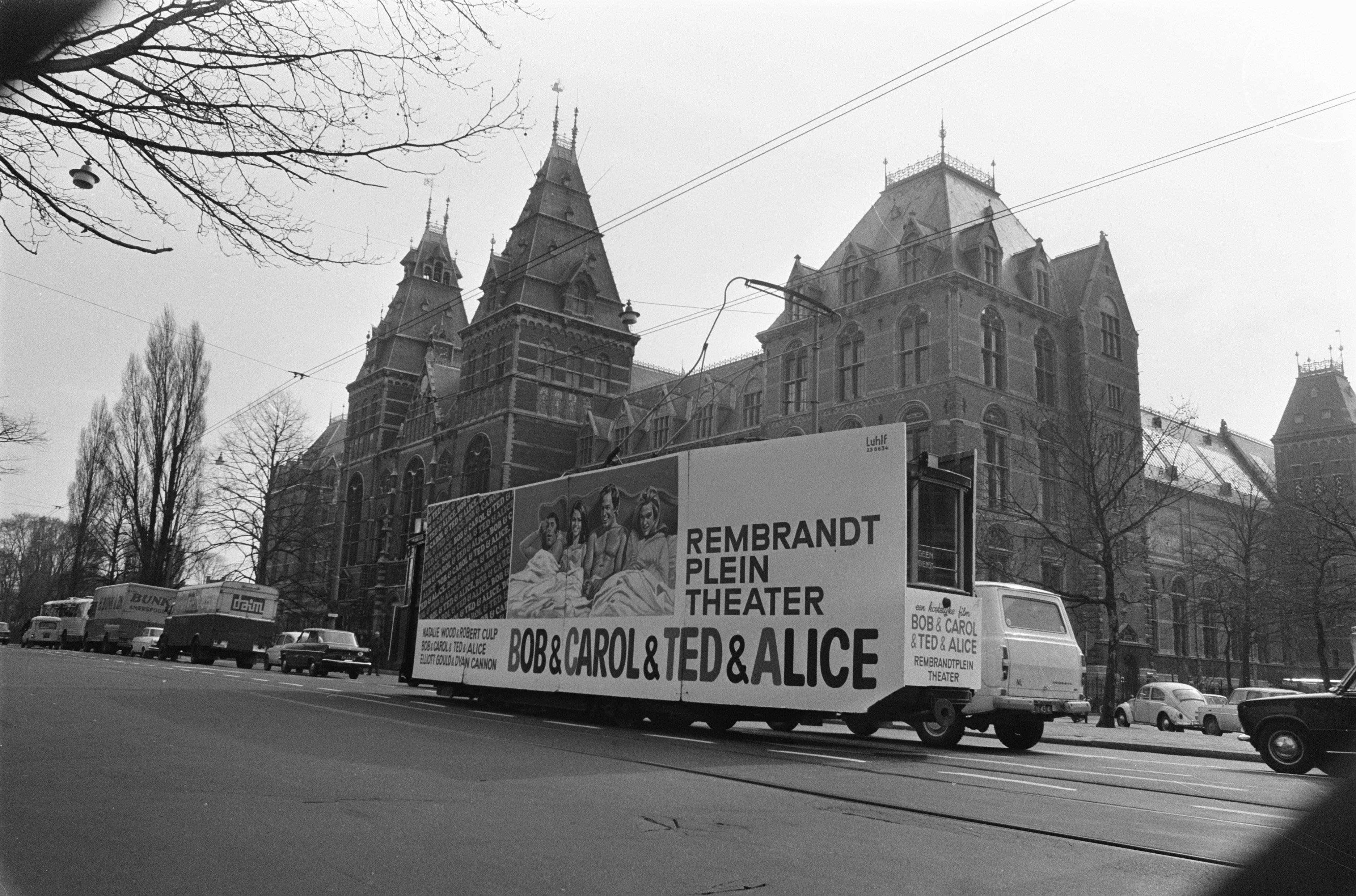
Tranvía publicitario de la película "Bob & Carol & Ted & Alice" en Ámsterdam, Países Bajos (26 de marzo de 1970).

### Oscar 1969
| Categoría               | Persona                      | Resultado |
| ----------------------- | ---------------------------- | --------- |
| Mejor actor de reparto  | Elliott Gould                | Candidato |
| Mejor actriz de reparto | Dyan Cannon                  | Candidato |
| Mejor guion original    | Paul Mazursky y Larry Tucker | Candidato |
| Mejor fotografía        | Charles Lang                 | Candidato |